# 田中善信
田中 善信（たなか よしのぶ、1940年 - 2024年）は、日本の国文学者。白百合女子大学名誉教授。専門は近世俳文学、特に松尾芭蕉。

## 略歴
石川県生まれ。早稲田大学第一文学部国文科卒業、同大学院修士課程修了。早稲田大学図書館勤務、高知女子大学助教授、武蔵野女子大学助教授、文部省勤務などを経て、1991年、白百合女子大学教授。2011年、定年退任、名誉教授。

## 著書
- 『俳句・俳文・俳論』加藤中道館 古典解釈シリーズ 1979
- 『初期俳諧の研究』新典社研究叢書 1989
- 『芭蕉 転生の軌跡』若草書房 近世文学研究叢書 1996
- 『与謝蕪村』吉川弘文館 人物叢書 1996
- 『芭蕉=二つの顔 俗人と俳聖と』講談社選書メチエ 1998 のち学術文庫
- 『元禄の奇才宝井其角』新典社 日本の作家 2000
- 『書翰初学抄 江戸時代の手紙を読むために』貴重本刊行会 2002
- 『芭蕉の真贋』ぺりかん社 2002
- 『芭蕉 俳聖の実像を探る』新典社新書 2008
- 『芭蕉新論』新典社研究叢書 2009
- 『芭蕉 「かるみ」の境地へ』中公新書 2010
- 『芭蕉の学力』新典社選書 2012
- 『日本人のこころの言葉 芭蕉』創元社 2013

共著
- 『松尾芭蕉 永遠の旅人』白石悌三共著 新典社 日本の作家 1991

### 校注
- 『近世俳諧資料集成 第2巻』中村俊定編 雲英末雄、加藤定彦 共校訂 講談社 1976
- 『近世諸家書簡集 釈文』北野克編 田中解読 青裳堂書店 1992 日本書誌学大系
- 『新日本古典文学大系 73 天明俳諧集』山下一海、田中道雄、石川真弘共校注 岩波書店 1998
- 『鏡泉洞文庫蔵新出俳人書簡集 白雄・士朗・嵐外・蕉雨』編 新典社 (発売)2000
- 『全釈芭蕉書簡集』注釈 新典社注釈叢書 2005
- 『全釈続みなしぐり』榎本其角 注釈 新典社注釈叢書 2012